# فيليبي هيريرا
فيليبي هيريرا (بالإسبانية: Felipe Herrera)‏ هو اقتصادي ومحامي تشيلي، ولد في 17 يونيو 1922 في فالبارايسو في تشيلي، وتوفي في 17 سبتمبر 1996.